# وناتیو

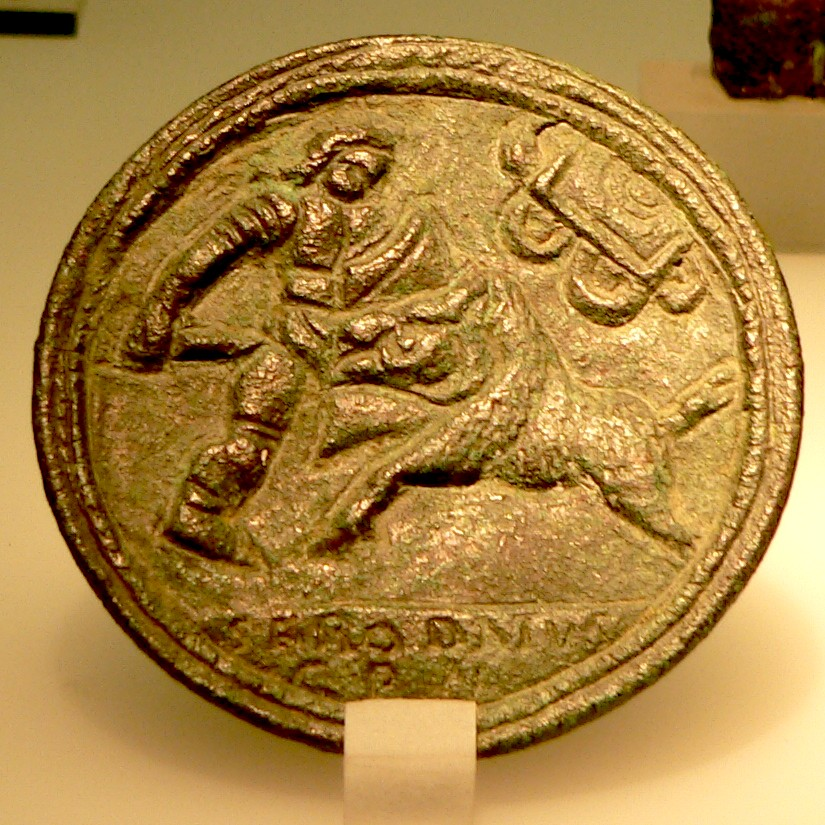
مدال برنزی که نبرد بین یک مرد و یک حیوان وحشی را در وناتیو به تصویر می‌کشد

وناتیو (به لاتین: venatio، به معنی شکار) نوعی سرگرمی در آمفی‌تئاترهای رومی بود که شامل شکار و کشتن حیوانات وحشی بود. در این بازی‌ها، حیوانات وحشی و انسان‌ها در برابر یکدیگر قرار می‌گرفتند.

## تاریخچه
وناتیو برای اولین بار توسط مارکوس فولویوس نوبیلیور معرفی شد که مبارزات یونانی خود را با میزبانی از بازی‌هایی که در آن گلادیاتورها با شیرها و پلنگ‌ها می‌جنگیدند، جشن می‌گرفت.
جانوران وحشی عجیب و غریب از نقاط دوردست امپراتوری روم به رم آورده شدند و شکار در صبح قبل از رویداد اصلی دوئل گلادیاتورها برگزار شد. وناتیو در فروم رومی، سپتا، و در سیرکوس ماکسیموس برگزار می‌شد؛ هر چند که هیچ‌یک از این مکان‌ها از جمعیت در برابر حیوانات وحشی در معرض نمایش محافظت نمی‌کردند. اقدامات احتیاطی ویژه‌ای برای جلوگیری از فرار حیوانات از این مکان‌ها مانند ایجاد موانع و حفر خندق‌ها انجام می‌شد. تعداد بسیار کمی از حیوانات از این شکارها جان سالم به در می‌بردند و گاهی، بستیاریوس یا شکارچی جانوران وحشی را می‌توانستند شکست بدهند. برای برگزاری وناتیو، هزاران حیوان وحشی در یک روز کشته می‌شدند. در جریان بازی‌های افتتاحیه آمفی تئاتر فلاویان (۸۰ میلادی)، حدود ۹۰۰۰ حیوان در این مراسم کشته شدند.

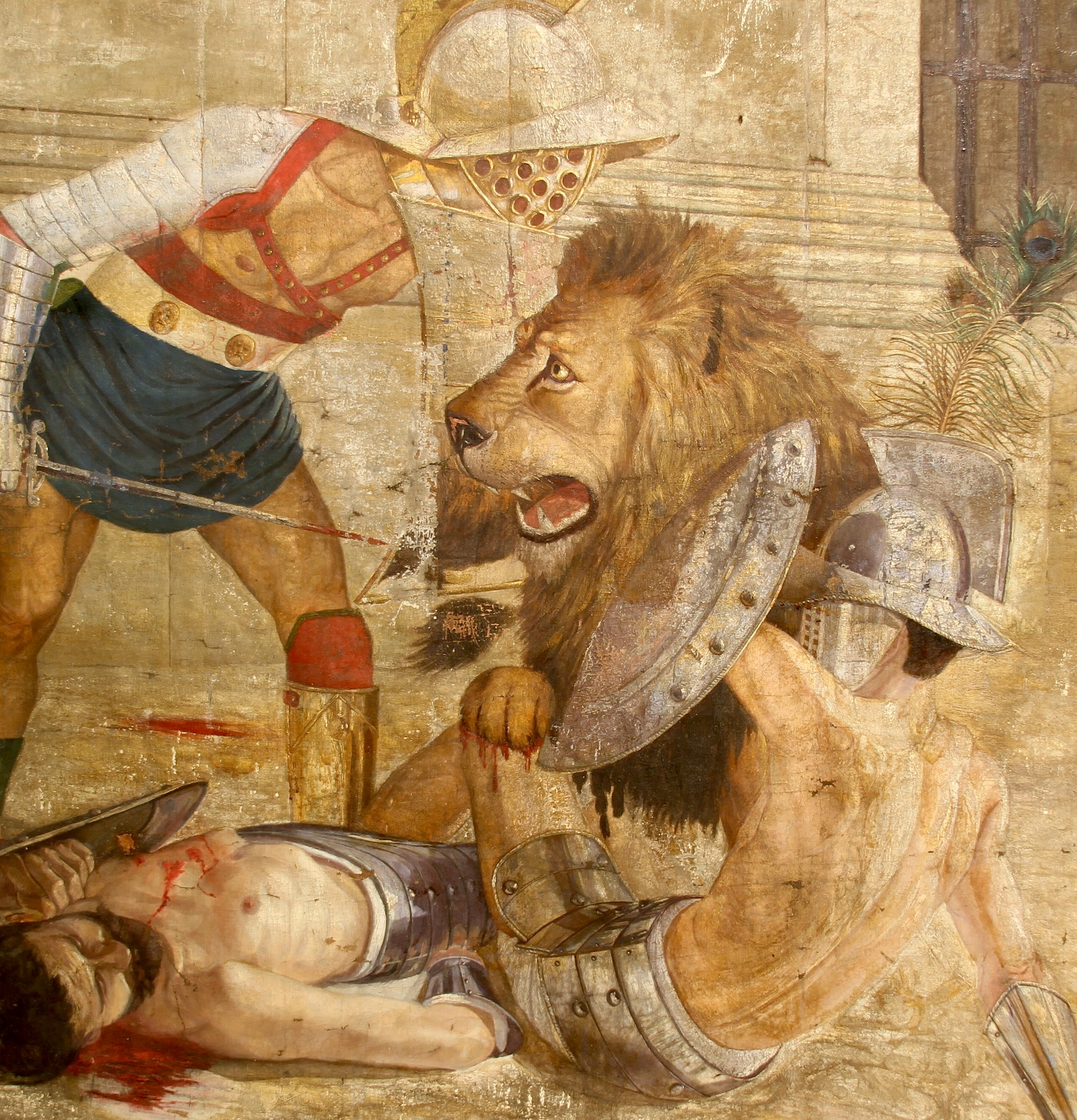
وناتیو، گلادیاتور و شیر در کولوسئوم

بیشتر حیواناتی که از آن‌ها در وناتیو استفاده می‌شد وحشی بودند؛ با این حال، از حیواناتی که وحشی نبودند هم در این مراسم استفاده می‌شد. این حیوانات شامل شیر، فیل، خرس، ببر، گوزن، گاو، گرگ، گورخر، شترمرغ، کرکس، راسو، گربه قطبی، مینک، زرافه، عقاب، بز وحشی، طوطی، سگ، شتر، میمون، گرگ، شغال، گراز، روباه، پلنگ، تمساح، اسب آبی و خرگوش بودند. از حیوانات دیگری همچون یوزپلنگ، کرگدن، غزال، مار، اسب، کفتار و گوریل نیز استفاده می‌شد. برخی از این حیوانات آموزش دیده بودند و به جای مبارزه، صرفاً نمایش انجام می‌دادند.
رفتاری که با گرگ‌ها می‌شد با رفتاری که با سایر حیوانات انجام می‌شد متفاوت بود. به نظر می‌رسد رومیان عموماً از آسیب رساندن عمدی به گرگ‌ها خودداری می‌کردند. به عنوان مثال، گرگ‌ها به دلیل اهمیت مذهبی‌ای که برای رومیان داشتند، در جشن‌ها نمایش داده نمی‌شدند.
این شیر (در تصویر) که به خاطر وحشیگری‌اش بسیار محبوب بود، در جشن‌ها و نمایش‌های گلادیاتوری بسیار محبوب بود. ژولیوس سزار از ۴۰۰ شیر (که عمدتاً از شمال آفریقا و سوریه وارد می‌شدند) در سیرک استفاده می‌کرد. گنجاندن حیوانات خارجی به نمایش‌های سزار رنگ و بوی دیگری می‌داد. در واقع، به دست آوردن حیوانات از گوشه و کنار امپراتوری، نمایش آشکار ثروت و قدرت امپراتور بود.
در زمان سلطنت آگوستوس سزار، بازی‌های سیرک منجر به مرگ ۳۵۰۰ فیل شد.

## اعدام‌ها

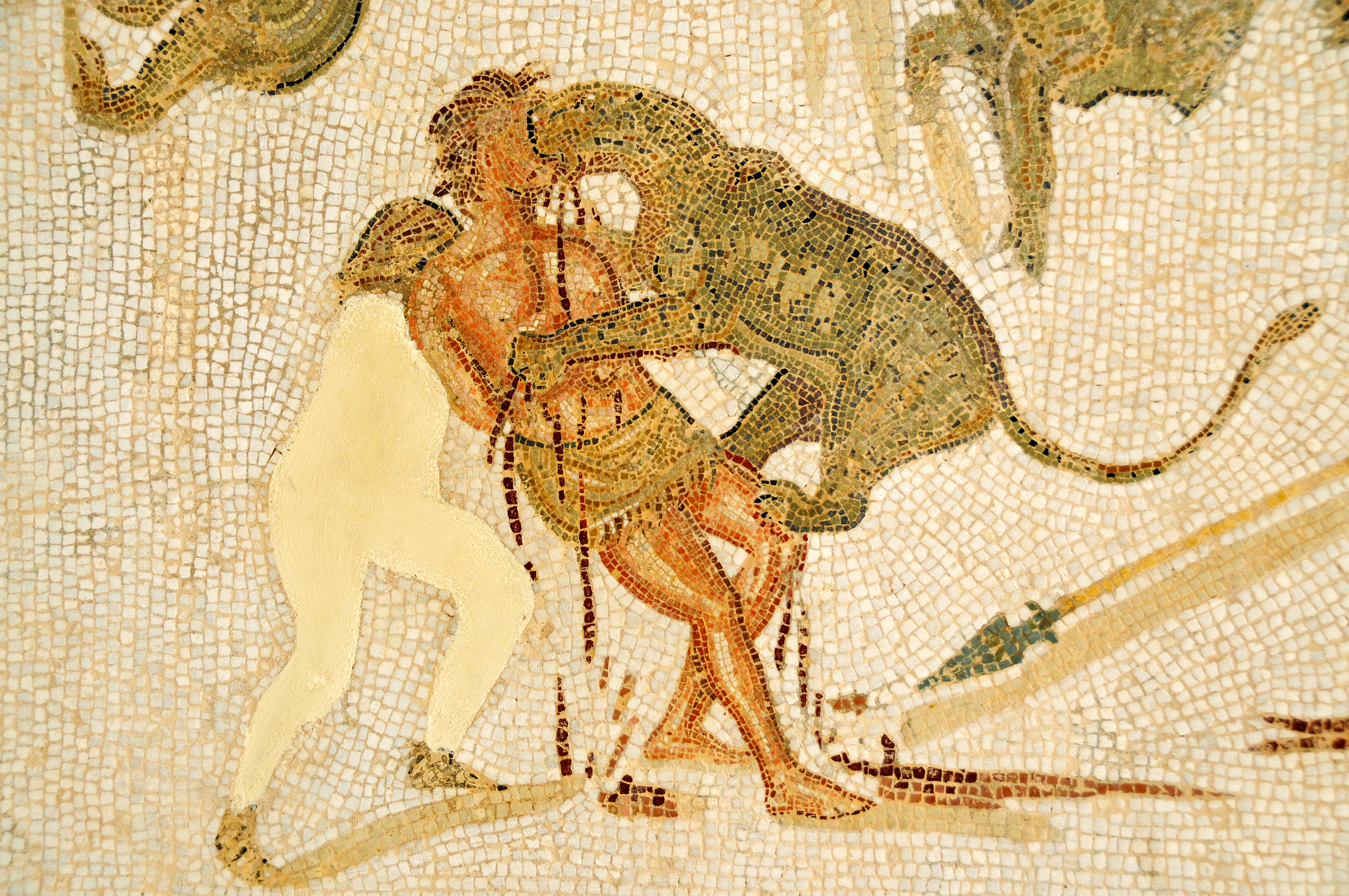
پلنگ آفریقایی و حمله به یک جنایتکار، موزاییک کف رومی، قرن سوم پس از میلاد، موزهٔ باستان‌شناسی تونس

امپراتوران روم اغلب مجرمان جدی - که در آن زمان به عنوان بستیاریوس شناخته می‌شدند - را به برخوردهای مرگبار با جانوران در کولوسئوم محکوم می‌کردند که یک حکم اعدام باستانی بود. آن‌ها پایین‌ترین طبقهٔ اجتماعی در بین شرکت‌کنندگان بازی‌ها بودند.